# Woronescher Front
Die Woronescher Front (russisch Воронежский фронт Woroneschski front, wissenschaftliche Transliteration Voronežskij front) war eine militärische Formation der Roten Armee zur Zeit des Zweiten Weltkriegs. Die Front wurde Ende Juni 1942 gebildet, als die deutschen Truppen im Rahmen des Unternehmens Blau Woronesch erreichten. Im Oktober 1943 wurde sie in 1. Ukrainische Front umbenannt.

## Woronescher Front 1942–1943
Die Front nahm nach ihrer Aufstellung an der Schlacht um die namensgebende Stadt Woronesch teil. Im Dezember 1942 führte sie gemeinsam mit der Südwestfront die Mittlere Don-Operation durch, bei der die italienische 8. Armee zerschlagen wurde. Im Januar 1943 zerschlug die Front im Rahmen der Woronesch-Charkiwer Operation auch die ungarische 2. Armee und eroberte im Februar im Rahmen der Operation Stern Kursk, Belgorod und Charkiw zurück. Diese Operation mündete im März in die Dritte Schlacht um Charkow, bei der große Teile der vorangegangenen Geländegewinne wieder verloren wurden.
Im August 1943 gehörte die Front zu den Truppen, die im Kursker Frontbogen konzentriert waren. Im Verlauf der Schlacht bei Kursk verteidigte sie nach Süden und führte zusammen mit der Steppenfront die Schlacht von Prochorowka. Während der Operation Polkowodez Rumjanzew, die am 3. August 1943 begann, konnte die Woronescher Front sowohl Belgorod als auch Charkiw zurückerobern. Im weiteren Verlauf wirkte die Front an der Befreiung der östlichen Ukraine durch die Schlacht am Dnepr mit. Am 20. Oktober 1943 wurde sie in 1. Ukrainische Front umbenannt.

## Operationen der 1. Ukrainischen Front 1943–1945

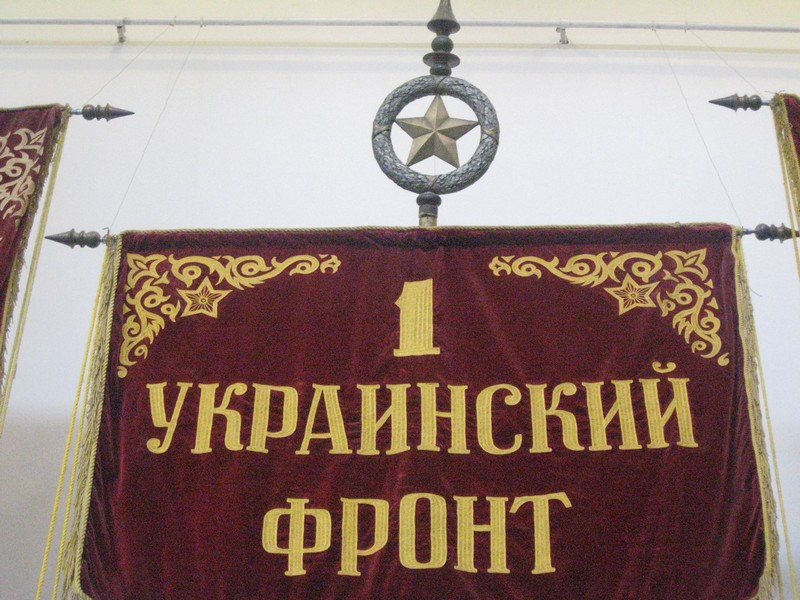

- 1943 Kiewer Angriffs- und Verteidigungsoperation; Schlacht am Dnepr
- 1943/1944 Schitomir-Berditschewer Operation
- 1944 Korsun-Schewtschenkowsker Operation; Rowno-Luzker Operation; Proskurow-Czernowitzer Operation, Lwiw-Sandomierz-Operation
- 1945 Sandomierz-Schlesische Operation; Nieder- und Oberschlesische Operation; Weichsel-Oder-Operation; Berliner und Prager Operation

## Gliederung
Operation Stern
- 38., 40., 60. und 69. Armee, 3. Panzerarmee (später umbenannt in 57. Armee).

Operation Polkowodez Rumjanzew
- 38., 40., 27., 6. Garde-Armee, 5. Garde-Armee sowie 1. und 5. Gardepanzerarmee.

1. Ukrainische Front
- 3. und 4. Gardepanzerarmee, 3. und 5. Garde-Armee, 13., 21., 28., 31., 52. und 59. Armee
- 2. Luftarmee

## Frontkommando
- Generalleutnant Filipp Iwanowitsch Golikow (Juni 1942)
- Generalleutnant Nikolai Fjodorowitsch Watutin (Juni – Oktober 1942)
- Generalleutnant F. I. Golikow (Oktober 1942 – März 1943) (seit Januar 1943 Generaloberst)
- Generaloberst N. F. Watutin (März – Oktober 1943) (seit Februar 1943 Armeegeneral)
- Korpskommissar I. S. Sussaikow (Mitglied des Militärrats, Juli – September 1942)
- Korpskommissar Lew Sacharowitsch Mechlis (Mitglied des Militärrats, September – Oktober 1942)
- Armeekommissar 2. Ranges Fjodor Fedotowitsch Kusnezow (Oktober 1942 – März 1943) (seit Dezember 1942 Generalleutnant)
- Generalleutnant Nikita Sergejewitsch Chruschtschow (Mitglied des Militärrats, März – Oktober 1943)
- Generalmajor K. W. Krainjukow (Mitglied des Militärrats, Oktober 1943)
- Generalmajor F. I. Schewtschenko (Chef des Stabes, Juli 1942)
- Generalmajor Michail Iljitsch Kasakow (Chef des Stabes, Juli 1942 – Februar 1943) (seit Januar 1943 Generalleutnant)
- Generalmajor A. P. Pilipenko (Chef des Stabes, Februar – März 1943)
- Generalmajor F. K. Korschenwitsch (Chef des Stabes, März – Mai 1943)
- Generalleutnant Semjon Pawlowitsch Iwanow (Chef des Stabes, Mai – Oktober 1943)

## Ethnische Zusammensetzung der Truppenverbände
Anders als im Januar 2015 vom polnischen Außenminister Schetyna behauptet, bestand die 1. Ukrainische Front jedoch nicht speziell aus Ukrainern, sondern aus Angehörigen verschiedener Völker der Sowjetunion (Russen, Ukrainer, Tschetschenen, Georgier usw.).